# Senecio dimorphocarpos
Senecio dimorphocarpos là một loài thực vật có hoa trong họ Cúc. Loài này được Colenso miêu tả khoa học đầu tiên.